# NGC 3466
NGC 3466 is een balkspiraalstelsel in het sterrenbeeld Leeuw. Het hemelobject werd op 18 januari 1828 ontdekt door de Britse astronoom John Herschel.

## Synoniemen
- UGC 6042
- MCG 2-28-28
- ZWG 66.65
- PGC 32872